# Deborah Duchene
Deborah Duchene (née le 3 juillet 1962 à Montréal , Québec , Canada) est une ancienne actrice de cinéma , de télévision et de théâtre. Elle a grandi aux États-Unis et au Canada, la fille d'un pasteur baptiste. Elle est apparue au cinéma, sur scène et à la télévision, son rôle le plus notable étant Janette dans la série Forever Knight. Elle est diplômée de l'Université McGill. Un de ses frères sert dans l' armée américaine. Elle a pris sa retraite d'acteur, vit à Toronto, Ontario , Canada, et fréquente actuellement l'Université de Toronto se spécialisant en musique pour devenir enseignant.

## Filmographie
- 1990 : Perfectly Normal : Denise
- 1992 : Vita da cane
- 1994 : Whale Music : Bobby Sue

## Télévision
- 1990 : My secret identity : Geneviève Mathier
- 1991 : Top Cops : Lonnie Beam et Kim Tonahill
- 1991 : Beyond Reality : Kathy
- 1992 : The Brocken Cord : Alison Chapman
- 1992 : The Women of Windsor : Alice
- 1992-1996 : Forever knight : Janette Ducharme
- 1993 : Matrix : Ellen young
- 1993 : Counterstrike : Pamela Carson
- 1993 : E.N.G : Cindy Unwin
- 1994 : Street Legal : Mitzi Rose
- 1994 : Kung fu :The legend cotinues : Mel
- 1995 : Sugartime : Christine McGuire
- 1995 : Side Effects : Dr Alex Westwood
- 1996 : Kung fu :The legend cotinues : Xenia

- 1996 : Taking the falls

## Représentations scéniques
- 1981 : A Funny Thing Happened On The Way to the Forum
- Agnes of God
- 1984 : The playboy of the western world
- 1985 : Canadian Gothic
- 1985 : Hello from Bertha
- 1989 : Dracula
- Lu Ann Hampton Laverty Oberlander
- 1992 : Triptych

## Récompenses et nominations
- 1996 : Prix Gémeaux : Meilleure performance d'une actrice dans un second rôle dans une émission dramatique ou une mini-série : Forever Knight

## Liens
- VIAF
- ISNI
- LCCN
- WorldCat

- « Deborah Duchene » (présentation), sur l'Internet Movie Database